# 도고역
도고역(일본어: 東郷駅)은 일본 후쿠오카현 무나카타시에 있는 규슈 여객철도 가고시마 본선의 역이다.

## 역 구조 및 승강장
단식 승강장 2면 2선을 가지는 지상역으로 선상 역사를 갖춘다. 예전에는 2번 승강장을 대피용으로서 사용하고 있었지만, 현재 그 기능은 아카마역 1번 · 3번 승강장으로 옮겨져, 2번 승강장은 철거 · 결번되었다. 규슈 교통기획이 역 업무를 행하는 업무위탁역으로, 발권 창구가 설치되어 있다. 키오스크가 있다.
| 1 | ■ 가고시마 본선 | (상행) | 고쿠라 · 모지코 방면 |
| 3 | ■ 가고시마 본선 | (하행) | 가시이 · 하카타 방면 |

## 이용 현황
- 2005년도의 1일 평균 승차 인원은 5,583명이다. 규슈 여객철도 관내의 역으로는 오노조역(5,599명)에 뒤이어 29위였다.

| 연도 | 1일 평균 이용객 수 | 1일 평균 이용객 수 |
| 연도 | 승차               | 승강               |
| ---- | ------------------ | ------------------ |
| 2000 | 6,877              | 13,785             |
| 2001 | 6,591              | 13,222             |
| 2002 | 6,336              | 12,689             |
| 2003 | 6,066              | 12,166             |
| 2004 |                    | 11,647             |
| 2005 | 5,583              | 11,199             |
| 2006 |                    | 11,042             |

## 역 주변
무나카타 시의 서쪽에 위치한다. 무나카타 시청은 이 역이 가장 가까운 역이지만, 역으로부터 약 1.5 km 떨어져있다. 역 북쪽 입구 쪽에는 주택지가 산재한다. 역과 역 남쪽의 국도 제3호선과의 사이로 주택 · 도시 정비 공단(현·도시재생기구)이 개발했던 날의 마을 단지가 있어, 그 주변에도 주택지가 많다.
- 무나카타 시청
- 무나카타 교통 안전 협회
- 무나카타 경찰서
- 무나카타 간이 재판소
- 무나카타 보건소
- 무나카타 의사회 병원

## 역사
- 1913년 4월 1일 : 철도원이 개업.
- 1979년 6월 : 선상 역사로 개축.
- 1987년 4월 1일 : 일본국유철도 분할 민영화에 의해 규슈 여객철도가 승계.
- 2009년 3월 1일 : IC카드 SUGOCA의 사용을 개시.

## 인접 역
| 가고시마 본선       | 가고시마 본선   | 가고시마 본선              |
| ------------------- | --------------- | -------------------------- |
| 아카마 모지 항 방면 | ■ 쾌속 · 준쾌속 | 후쿠마 아라오 방면         |
| 아카마 모지 항 방면 | ■ 쾌속 · 보통   | 히가시후쿠마 가고시마 방면 |